# Aleksandr Skoceń
Aleksandr-Bogdan Antonowicz Skoceń (pol. Aleksander Skoceń, ukr. Олександр-Богдан Антонович Скоцень, ur. 28 lipca 1918 we Lwowie, zm. 1 września 2003 roku w Toronto) – ukraiński i kanadyjski piłkarz, występujący na pozycji napastnika.

## Kariera piłkarska

### Kariera klubowa
Wychowanek ukraińskich klubów Bohun Lwów i Tryzub Lwów, w składzie którego rozpoczął karierę piłkarską. W 1935 przeszedł do Ukrainy Lwów. Po okupacji Lwowa przez wojska radzieckie został piłkarzem Dynama Kijów. Kiedy Kijów został okupowany przez wojska niemieckie powrócił do Ukrainy Lwów. Kiedy do Lwowa powróciła radziecka władza wyjechał na Zachód, gdzie przebywał najpierw w taborze dla przesiedleńców. W 1946 już jako wolny człowiek został piłkarzem austriackiej drużyny Ukraina Salzburg, którą osobiście organizował, oraz niemieckiej Ukraina Ulm. W 1948 został zaproszony do belgijskiego R.O. Charleroi, skąd przeniósł się do francuskiego OGC Nice. W końcu 1950 wyjechał do Kanady, gdzie występował w klubach Toronto Ukrainians i Toronto Tryzub, występujących w Eastern Canada Professional Soccer League.

## Sukcesy i odznaczenia

### Sukcesy klubowe
- wicemistrz Polskiej okręgowej A-Klasy: 1937, 1938, 1939
- zdobywca Pucharu Prezydenta Rzeczypospolitej Polskiej: 1938
- mistrz Galicji: 1942

### Odznaczenia
- nagrodzony Odznaką Honorową Hollanda przez władze Toronto[3].